# Francesc Armanyà i Font
Francesc Armanyà i Font (Vilanova i la Geltrú, 1718 - Tarragona, 1803), fou un dels eclesiàstics del seu temps que més defensà les idees de la Il·lustració, raó per la qual se'l considerà un jansenista. Va formar part de l'Orde de Sant Agustí. Va escriure el llibre "Compendio de la Doctrina cristiana" i altres obres teològiques. Nomenat bisbe de Lugo l'any 1768, hi emprengué una campanya en pro de la instrucció, tant de sacerdots com del poble, instituint escoles gratuïtes d'ensenyament primari. El 1784 impulsà la fundació de la Societat Econòmica d'Amics del País, d'aquella ciutat. L'any següent esdevingué arquebisbe de Tarragona i aquí també participà en la fundació de la Societat Econòmica. Col·laborà en totes les obres públiques locals i acabà, amb les rendes de la mitra, la reconstrucció de l'aqüeducte romà. Morí pobre i amb fama de santedat.

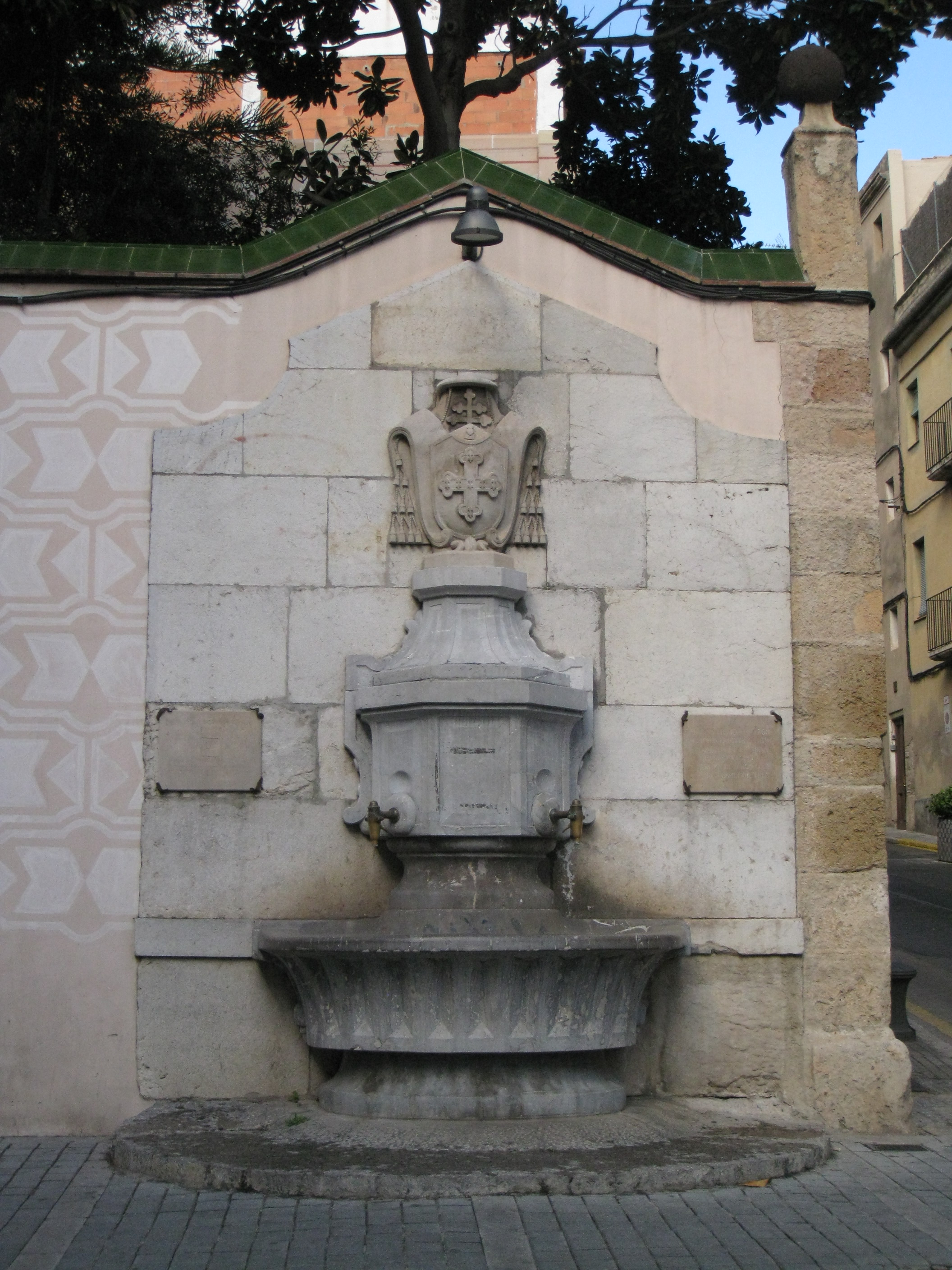
Font d'Armanyà

El 1798 amb l'arribada de l'aigua de Puigpelat (Alt Camp) a Tarragona, l'ajuntament d'aquest va demanar a l'eclesiàstic construir una font a la plaça Sant Antoni. Aquesta rep el nom de "Font del jardí de Cal Pobre" o "Font d'Armanyà".
El CRAI Biblioteca de Fons Antic de la Universitat de Barcelona conserva una trentena d'obres que van formar part de la biblioteca personal d'Armanyà, així com alguns exemples de les marques de propietat que van identificar els seus llibres al llarg de la seva vida.